# Francais du Gull
Francais du Gull, född 12 maj 2007 i Sverige, är en svensk varmblodig travhäst. Han tränas och körs av Erik Lindegren vid Gävletravet. Han är Lindegrens största stjärna och varit en av Gävletravets profilhästar under 2010-talet.
Francais du Gull började tävla våren 2010. Han tog sin första seger redan i debutloppet. Han sprang under sin tävlingskarriär in 4,1 miljoner kronor på 155 starter varav 15 segrar, 29 andraplatser och 17 tredjeplatser. Han tog karriärens största segrar i Unionsloppet (2012), Per Rakkestads Minneslopp (2012), Gulddivisionsförsök (mars 2014) och Färjestads Jubileumslopp (2014). Han har även kommit på andraplats i Sommartravets final (2012), Silverdivisionens final (aug 2012) och Sweden Cup (2014).